# Grammistops ocellatus
Grammistops ocellatus är en fiskart som beskrevs av Schultz, 1953. Grammistops ocellatus ingår i släktet Grammistops och familjen havsabborrfiskar. Inga underarter finns listade i Catalogue of Life.